# Paula Moltzan
Paula Moltzan est une skieuse alpine américaine, née le 7 avril 1994 à Minneapolis.

## Biographie
Paula Moltzan prend part à des courses de la Coupe nord-américaine en 2009.
Elle débute en Coupe du monde en novembre 2012 au slalom d'Aspen. Elle marque ses premiers points en décembre 2016  avec une 25e place sur le slalom de Flachau. Lors de l'hiver 2018-2019, elle est régulièrement dans le top vingt en Coupe du monde.
Aux Championnats du monde 2015, elle est vingtième du slalom. Elle devient aussi championne du monde junior cette année du slalom.

## Palmarès

### Jeux olympiques
| Édition / Épreuve | Slalom géant | Slalom |
| ----------------- | ------------ | ------ |
| JO 2022 Pékin     | 12e          | 8e     |

### Championnats du monde
| Épreuve / Édition    | Beaver Creek 2015 | Åre 2019 | Cortina d'Ampezzo 2021 | Courchevel-Méribel 2023 | Saalbach-Hinterglemm 2025 |
| -------------------- | ----------------- | -------- | ---------------------- | ----------------------- | ------------------------- |
| Slalom               | 20e               | 18e      | Abandon                |                         |                           |
| Slalom géant         |                   | Abandon  | Abandon                |                         | Bronze                    |
| Parallèle            |                   |          | 4e                     |                         |                           |
| Parallèle par équipe |                   |          | 6e                     | Or                      |                           |
| Combiné par équipe   |                   |          |                        |                         | 4e                        |

### Coupe du monde
- Meilleur classement général : 21e en 2021.
- 5 podiums.

| Année/Classement | Général | Général | Descente | Descente | Slalom | Slalom | Slalom géant | Slalom géant | Super G | Super G | Combiné | Combiné | Parallèle | Parallèle |
| Année/Classement | Class.  | Points  | Class.   | Points   | Class. | Points | Class.       | Points       | Class.  | Points  | Class.  | Points  | Class.    | Points    |
| ---------------- | ------- | ------- | -------- | -------- | ------ | ------ | ------------ | ------------ | ------- | ------- | ------- | ------- | --------- | --------- |
| 2016             | 118e    | 6       | -        | -        | 54e    | 6      | -            | -            | -       | -       | -       | -       | -         | -         |
| 2019             | 70e     | 67      | -        | -        | 27e    | 67     | -            | -            | -       | -       | -       | -       | -         | -         |
| 2020             | 102e    | 19      | -        | -        | 37e    | 19     | -            | -            | -       | -       | -       | -       | -         | -         |
| 2021             | 21e     | 303     | -        | -        | 11e    | 185    | 27e          | 38           | -       | -       | -       | -       | 2e        | 80        |
| 2022             | 39e     | 223     | -        | -        | 19e    | 122    | 22e          | 101          | -       | -       | -       | -       | -         | -         |

### Championnats du monde junior
- Hafjell 2015 :
  -  Médaille d'or en slalom.

### Coupe nord-américaine
- 3e du classement général en 2015.
- 8 victoires.